# Bertil Englund
Bertil Englund, född 22 maj 1936 i Östersund, är en svensk sångare. 
Englund vann talangtävlingen Flugans vokalisttävling år 1956 och fick sedan åka på turné med Carl-Henrik Norins orkester. Han slog igenom i början av 1960-talet med schlagers som Cindy min Cindy, På en öde ö, Berliner polka och I våran stad. Englund deltog i Melodifestivalen 1960 och 1963.  
Han har hunnit med många folkparksturnéer, medverkat i filmer, spelat revy med Tjadden Hällström, framträtt i radio och TV. Under sin karriär har han spelat in bortåt 300 titlar på grammofonskiva. Under 1970-talet var han scenchef och presentatör på Gröna Lund. Han har även varit programledare för gymnastikprogram i Sveriges Radio. Englund har ofta framträtt som vokalist tillsammans med storband, och har även gjort egna kabaréprogram på Mosebacke. 

## Filmografi (urval)
- 1975 –  Du, i morgon
- 1969 – Åsa-Nisse i rekordform
- 1968 – Sarons ros och gubbarna i Knohult
- 1965 –  Pengar finns dom?
- 1960 – Åsa-Nisse som polis